# Флодоард
Флодоард (Flodoard von Reims, * 894 в Епернай; † 28 март 966 Реймс) е западнофранкски хронист.
Флодоард следва в Реймс и става каноник на тамошната катедрала. Той става доближен на архиепископите Хериве († 922) и Сеулф († 925). През 936 г. архиепископ Артолд († 961) от Реймс го изпраща в Рим, където е ръкоположен за свещеник от папа Лъв VII.
През 948 г. той е най-важният съветник на архиепископ Артолд и архивар на метрополията.
Флодоард се оттегля вероятно през 952 г. в манастир и се занимава с писане на литература.
Той пише „История на Реймската катедрала“ (Historia Remensis ecclesiae), която днес се смята за едно от най-важните произведения от 10 век. Toй пише своя лична Хроника, в която цитира повечето оригинали изцяло. Значими са също и неговите, написани между 919 и 966 г.

## Произведения и преводи
- Annales
  - Philippe Lauer, Les Annales de Flodoard. Collection des textes pour servir à l'étude et à l'enseignement de l'histoire 39. Paris: Picard, 1905. Internet Archive
  - Georg Heinrich Pertz u. a., Scriptores (in Folio) 3: Annales, chronica et historiae aevi Saxonici. Hannover 1839, S. 363 – 408 (Monumenta Germaniae Historica, Digital) Архив на оригинала от 2015-04-04 в Wayback Machine.
  - PL 135 (Documenta Catholica Omnia)
  - Steven Fanning und Bernard S. Bachrach, The Annals of Flodoard of Reims, 919 – 966. Readings in Medieval Civilizations and Cultures 9. Broadview Press, 2004. ISBN 1-55111-650-2.
  - François Guizot, (пт.). Siège de Paris par les Normands, poème d'Abbon [etc.]. Collection des Mémoires relatifs a l'Histoire de France. Paris, 1824. 69 – 162. при Галика

- Historia Remensis ecclesiae
  - Martina Stratmann (Hrsg.): Scriptores (in Folio) 36: Flodoard von Reims, Historia Remensis ecclesiae. Hannover 1998 (Monumenta Germaniae Historica, Digital Архив на оригинала от 2013-06-30 в Wayback Machine.)
  - Georg Waitz u. a., Scriptores (in Folio) 13: Supplementa tomorum I-XII, pars I. Hannover 1881, S. 405 – 599 (Monumenta Germaniae Historica, Digital Архив на оригинала от 2018-08-09 в Wayback Machine.)
  - PL 135 (Documenta Catholica Omnia)
  - M. Lejeune (пр.). Flodoardi Historia remensis ecclesiæ. Histoire de l'église de Reims. Reims, 1854 – 5., Google Books.
  - François Guizot (пр.). Histoire de l'Église de Rheims. Collection des Mémoires relatifs a l'Histoire de France. Paris, 1824. при Галика

- Три стихотворения, известни като De Triumphis Christi: De triumphis Christi sanctorumque Palaestinae, De triumphis Christi Antiochiae gestis, De triumphis Christi apud Italiam
  - PL 135 (Documenta Catholica Omnia)